# Arend Schoemaker
Arend Schoemaker (Diever, 1911. november 8. – 1982. május 11.) holland válogatott labdarúgó.
A holland válogatott tagjaként részt vett az 1934-es világbajnokságon.